# Schweizer Alpine Skimeisterschaften 2018
Die Schweizer Alpinen Skimeisterschaften 2018 fanden vom 3. bis 9. April statt. Die Rennen in den Disziplinen Abfahrt, Super-G und Kombination wurden in Davos ausgetragen, die Rennen in den Disziplinen Riesenslalom und Slalom in Hasliberg.

## Herren

### Abfahrt
4. April 2018, Davos
| Platz | Name                    | Zeit        |
| ----- | ----------------------- | ----------- |
| 01    | Marco Odermatt          | 1:05,65 min |
| 02    | Urs Kryenbühl           | 1:05,99 min |
| 03    | Stefan Rogentin         | 1:06,14 min |
|       | Mattia Casse (ITA)      | 1:06,14 min |
| 05    | Ralph Weber             | 1:06,26 min |
| 06    | Ramon Zürcher           | 1:06,42 min |
| 07    | Thomas Tumler           | 1:06,62 min |
| 08    | Frederic Berthold (AUT) | 1:06,66 min |
| 09    | Loïc Meillard           | 1:06,79 min |
| 10    | Semyel Bissig           | 1:06,83 min |

### Super-G
6. April 2018, Davos
| Platz | Name                    | Zeit        |
| ----- | ----------------------- | ----------- |
| 01    | Marco Odermatt          | 1:10,25 min |
| 02    | Stefan Rogentin         | 1:10,43 min |
| 03    | Matteo Marsaglia (ITA)  | 1:10,75 min |
| 04    | Gian Luca Barandun      | 1:10,86 min |
| 05    | Otmar Striedinger (AUT) | 1:10,87 min |
| 06    | Urs Kryenbühl           | 1:10,95 min |
| 07    | Marc Gisin              | 1:11,01 min |
| 08    | Mattia Casse (ITA)      | 1:11,0 min  |
| 09    | Beat Feuz               | 1:11,20 min |
| 10    | Pierre Bugnard          | 1:11,29 min |

### Riesenslalom
9. April 2018, Hasliberg
Rennen wegen starken Föhnwinds abgesagt, kein Ersatzrennen.

### Slalom
8. April 2018, Davos
| Platz | Name                   | Zeit        |
| ----- | ---------------------- | ----------- |
| 01    | Ramon Zenhäusern       | 1:35,07 min |
| 02    | Marc Rochat            | 1:35,61 min |
| 03    | Istok Rodeš (CRO)      | 1:35,68 min |
| 04    | Sandro Simonet         | 1:35,84 min |
| 05    | Julian Rauchfuss (GER) | 1:36,02 min |
| 06    | Luca Aerni             | 1:36,06 min |
| 07    | Daniel Yule            | 1:36,09 min |
| 08    | Semyel Bissig          | 1:36,42 min |
| 09    | Elias Kolega (CRO)     | 1:36,64 min |
| 09    | Justin Murisier        | 1:36,64 min |

### Kombination
5. April 2018, Davos
| Platz | Name                 | Zeit        |
| ----- | -------------------- | ----------- |
| 01    | Sandro Simonet       | 1:48,12 min |
| 02    | Loïc Meillard        | 1:48,34 min |
| 03    | Matthias Iten        | 1:48,87 min |
| 04    | Marco Pfiffner (LIE) | 1:49,27 min |
| 05    | Semyel Bissig        | 1:49,34 min |
| 06    | Marco Odermatt       | 1:49,68 min |
| 07    | Gianluca Amstutz     | 1:49,76 min |
| 07    | Arnaud Boisset       | 1:49,76 min |
| 09    | Luca Aerni           | 1:50,29 min |
| 10    | Gian Luca Barandun   | 1:50,41 min |

## Damen

### Abfahrt
3. April 2018, Davos
| Platz | Name                    | Zeit        |
| ----- | ----------------------- | ----------- |
| 01    | Priska Nufer            | 1:10,48 min |
| 02    | Jasmine Flury           | 1:10,49 min |
| 03    | Nina Ortlieb (AUT)      | 1:10,51 min |
| 04    | Jasmina Suter           | 1:10,74 min |
| 05    | Federica Sosio (ITA)    | 1:11,43 min |
| 06    | Natalie Hauswirth       | 1:11,50 min |
| 07    | Raphaela Suter          | 1:11,53 min |
| 07    | Bianca Venier (AUT)     | 1:11,53 min |
| 09    | Dajana Dengscherz (AUT) | 1:11,69 min |
| 10    | Vivianne Härri          | 1:12,00 min |

### Super-G
6. April 2018, Davos
| Platz | Name                      | Zeit        |
| ----- | ------------------------- | ----------- |
| 01    | Nathalie Gröbli           | 1:13,73 min |
| 02    | Elisabeth Kappaurer (AUT) | 1:13,80 min |
| 03    | Priska Nufer              | 1:14,18 min |
| 04    | Anna Hofer (ITA)          | 1:14,34 min |
| 05    | Michaela Heider (AUT)     | 1:14,48 min |
| 06    | Federica Sosio (ITA)      | 1:14,52 min |
| 07    | Lindy Etzensperger        | 1:14,67 min |
| 08    | Veronique Hronek (GER)    | 1:15,05 min |
| 09    | Jasmina Suter             | 1:15,06 min |
| 10    | Rahel Kopp                | 1:15,28 min |

### Riesenslalom
7. April 2018, Hasliberg
| Platz | Name                   | Zeit        |
| ----- | ---------------------- | ----------- |
| 01    | Wendy Holdener         | 1:55,39 min |
| 02    | Aline Danioth          | 1:55,77 min |
| 03    | Luisa Bertani (ITA)    | 1:56,03 min |
| 04    | Selina Egloff          | 1:56,65 min |
| 05    | Veronique Hronek (GER) | 1:56,67 min |
| 06    | Charlotte Lingg        | 1:56,85 min |
| 07    | Rahel Kopp             | 1:56,93 min |
| 08    | Elena Stoffel          | 1:57,06 min |
| 09    | Andrea Ellenberger     | 1:57,13 min |
| 10    | Nina Ortlieb (AUT)     | 1:57,20 min |

### Slalom
8. April 2018, Hasliberg
| Platz | Name                   | Zeit        |
| ----- | ---------------------- | ----------- |
| 01    | Wendy Holdener         | 1:30,67 min |
| 02    | Carole Bissig          | 1:31,96 min |
| 03    | Charlotte Chable       | 1:32,27 min |
| 04    | Rahel Kopp             | 1:32,53 min |
| 05    | Denise Feierabend      | 1:32,60 min |
| 06    | Hannah Köck (AUT)      | 1:32,67 min |
| 07    | Ester Ledecká (CZE)    | 1:33,38 min |
| 08    | Lorina Zelger          | 1:33,46 min |
| 09    | Mireia Gutiérrez (AND) | 1:33,97 min |
| 10    | Valentine Macheret     | 1:34,50 min |

### Kombination
5. April 2018, Davos
| Platz | Name              | Zeit        |
| ----- | ----------------- | ----------- |
| 01    | Vivianne Härri    | 1:54,39 min |
| 02    | Natalie Hauswirth | 1:56,18 min |
| 03    | Chiara Bissig     | 1:57,62 min |
| 04    | Juliana Suter     | 1:57,68 min |
| 05    | Nora Schweizer    | 1:57,69 min |
| 06    | Julie Trummer     | 1:57,83 min |
| 07    | Martina Toscano   | 1:58,07 min |
| 08    | Alina Odermatt    | 1:58,38 min |
| 09    | Michelle Herrmann | 1:59,13 min |
| 10    | Enya Gruber       | 1:59,70 min |